# هفت (مجموعه نمایش خانگی)
هفت مجموعهٔ نمایش خانگی به نویسندگی علی اصغری و کیارش اسدی‌زاده و کارگردانی اسدی‌زاده است. تولید هفت از ۱۳۹۹ آغاز شد و خرداد ۱۴۰۰ به پایان رسید. این مجموعه حدوداً پس از دو سال از پایان ساخت، ۲۳ آبان تا ۳ بهمن ۱۴۰۲ از شبکهٔ نمایش خانگی تماشاخونه منتشر شد .

## خلاصهٔ داستان
در خلاصهٔ داستان این مجموعهٔ تلویزیونی آمده است: «ما رفیق‌بازیم، پای حق وایمیستیم، بزنن می‌زنیم، بکشن، می‌کشیم، ما هفتا تا تهش می‌ریم؛ ولی نمی‌بخشیم، تهش هر چی که باشه بازم هستیم، بازم هفتیم.»

## بازیگران
| بازیگر         | نقش                         |
| -------------- | --------------------------- |
| رضا کیانیان    | مرتضی سلحشور، پدر اردلان    |
| مهدی هاشمی     | خان                         |
| نیکی کریمی     | -                           |
| علی مصفا       | شهروز تیمار                 |
| امیر جعفری     | فرخ سهند                    |
| هانیه توسلی    | مرجان شاه‌پسند               |
| پانته‌آ بهرام   | -                           |
| بابک حمیدیان   | صابر لنگرودی                |
| نازنین بیاتی   | آنگینه مارکاریان (آنی)      |
| مینا ساداتی    | باران رحمانی، نامزد اردلان  |
| فرزاد حسنی     | فرزاد ساعی، نماینده دادستان |
| مه‌لقا باقری    | لیلا کاویان، وکیل           |
| حدیث میرامینی  | درسا انگاشته                |
| محمد امین      | رهام انگاشته                |
| مصطفی قدیری    | وحید قدیری                  |
| مهدی ساکی      | امیر مقدم                   |
| طاها پورسلطان  | طاها                        |
| نوال شریفی     | شیلا سرمد                   |
| میسا مولوی     | اردلان سلحشور، نامزد باران  |
| منوچهر زنده‌دل  | قاضی                        |
| کتایون سالکی   | نسرین                       |
| رزیتا سبزه قبا | شوکا طباطبایی               |
| رها خدایاری    | نگین                        |
| سجاد رضایی     | -                           |
| بابک اردلان    | -                           |

## پخش
فصل اول هفت از ۲۳ آبان ۱۴۰۲ تا ۳ بهمن ۱۴۰۲ از شبکهٔ نمایش خانگی تماشاخونه منتشر شد.